# Fiat Strada
El Fiat Strada es una pickup pequeña producida por el fabricante de automóviles italiano Fiat en Brasil y exportado a varios países del mundo desde 1998.

## Primera generación (1998-2021)
Lanzada en 1998 en Brasil, forma parte del Proyecto 178 junto al hatchback Palio, el sedán Siena y el familiar Palio Weekend. El Strada reemplaza de esta manera al Fiat Fiorino como pickup subcompacta ligera monocasco derivada de un automóvil del segmento B (en el caso de Fiorino, derivaba del Uno). La Strada ofrece una capacidad de carga de 700 kg y una caja de 1700 mm de largo x 1314 mm de ancho. El vehículo contaba con la opción de cabina simple o extendida. Se vendió en versiones Working (TD), base (EX) y full (LX).

### 2001: primera actualización
En el año 2001, toda la gama del Proyecto 178 tuvo un restyling diseñado por el italiano Giorgetto Giugiaro. El rediseño afectó al vehículo en su parte frontal, posterior e interior, incluyendo la nueva imagen de marca de Fiat con el círculo azul y los laureles plateados, dejando atrás el logotipo de las Cinco Barras. En 2002, en Brasil se desarrolla la primera Strada Adventure, una versión más enfocada al ocio y al off road, a diferencia de las versiones tradicionales que eran vehículos de trabajo.

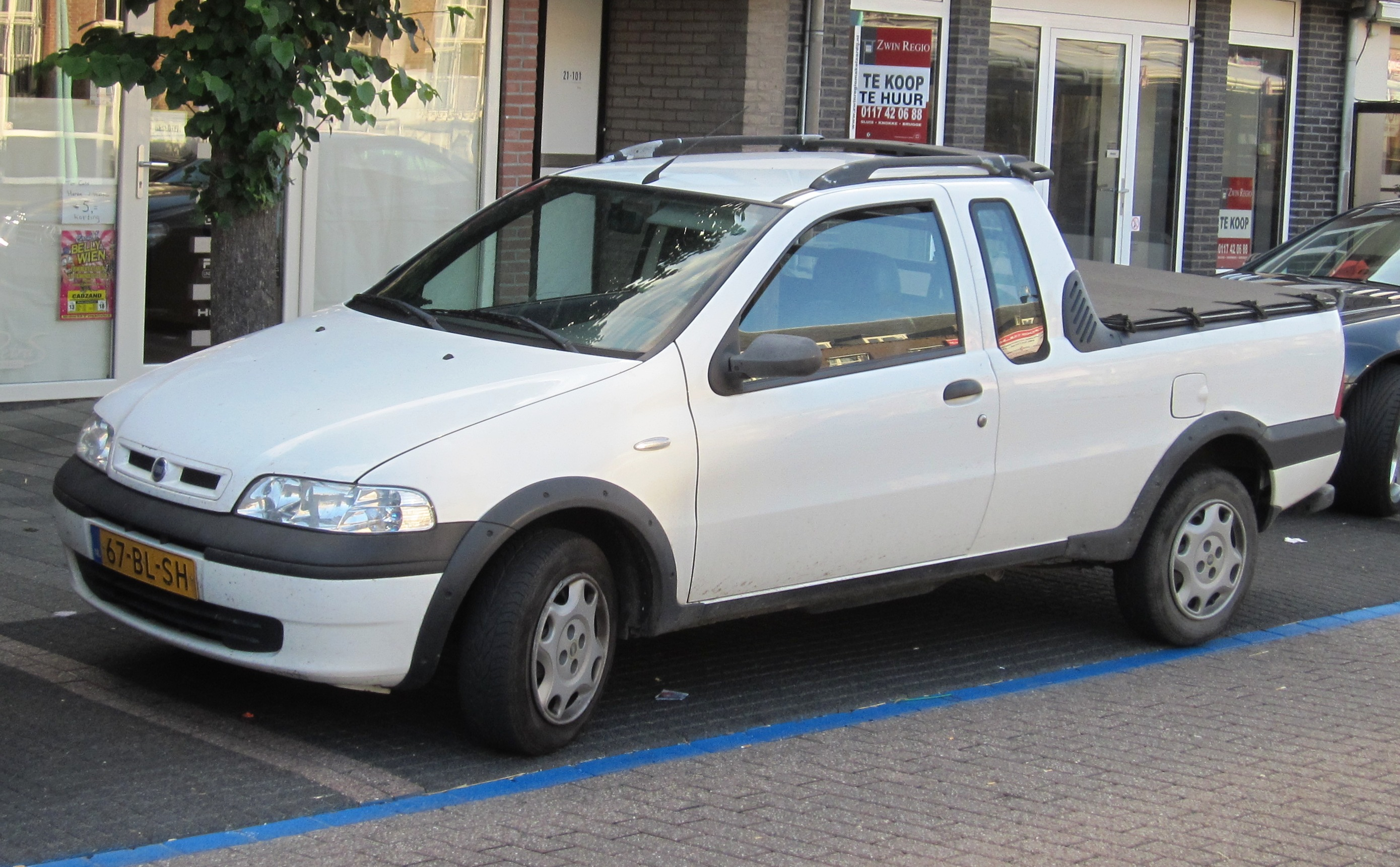
Fiat Strada mk2

### 2004: segunda actualización
El tercer restyling del Proyecto 178 llega en 2004, siendo también obra del diseñador Giugiaro. Esta actualización afectó las mismas partes que la anterior, aunque también se cambiaron las manijas de las puertas.

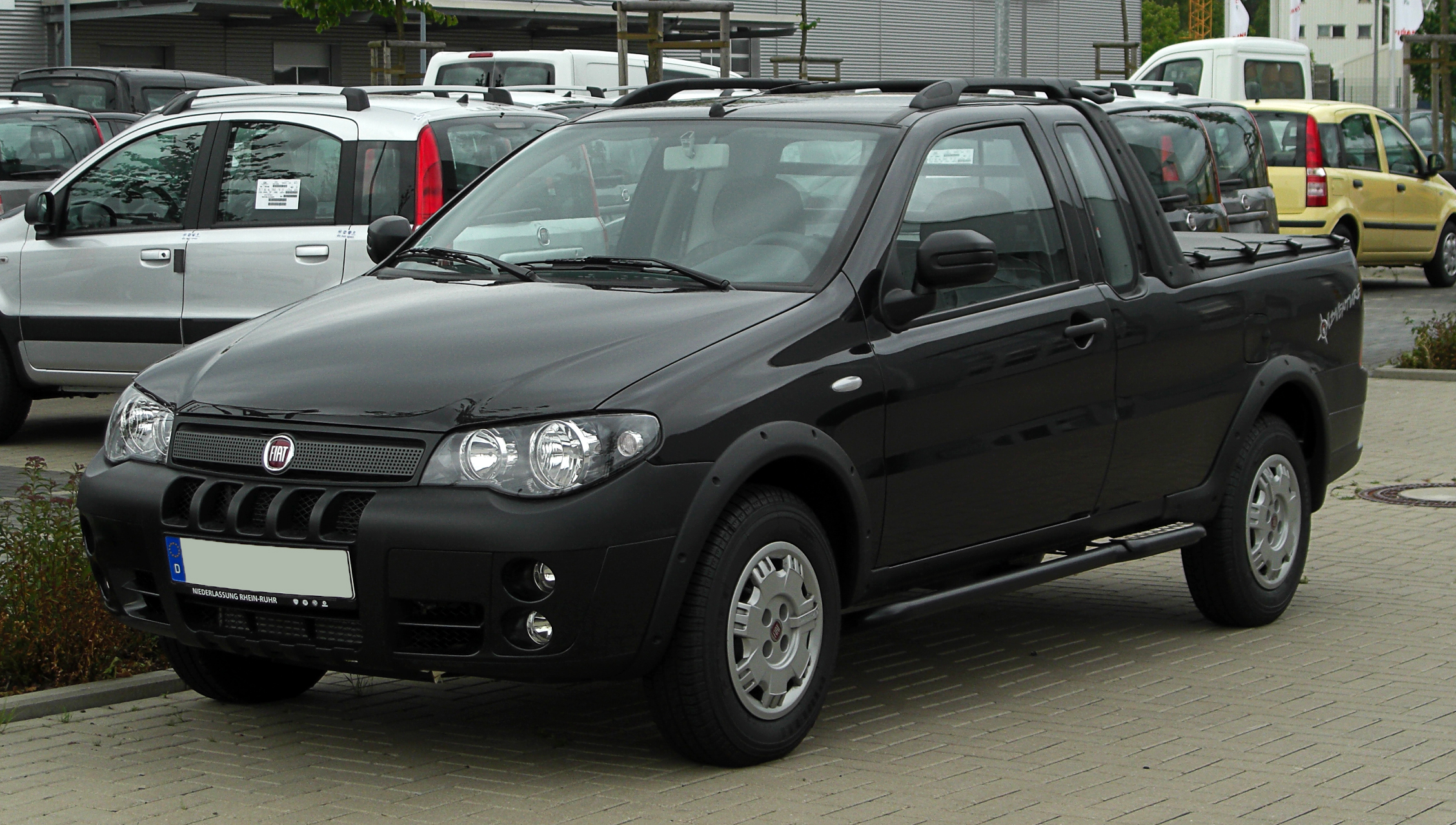
Fiat Strada mk3

### 2008: tercera actualización
A diferencia de los últimos dos rediseños de la familia Proyecto 178, este último no fue creado por Giugiaro. El Strada fue afectado en la parte frontal, ofreciendo dos diseños diferentes (de Palio o de Siena). También tuvo retoques en su parte posterior e interior, y estrena el nuevo logotipo rojo de Fiat. El Strada se ofrece ahora en versiones de trabajo (Working), semi-aventurera (Trekking), deportiva (Sporting) y offroad con bloqueo de diferencial (Adventure). Para el Strada Adventure, en 2009 se sumó por primera vez una versión doble cabina con un espacio para cuatro ocupantes.

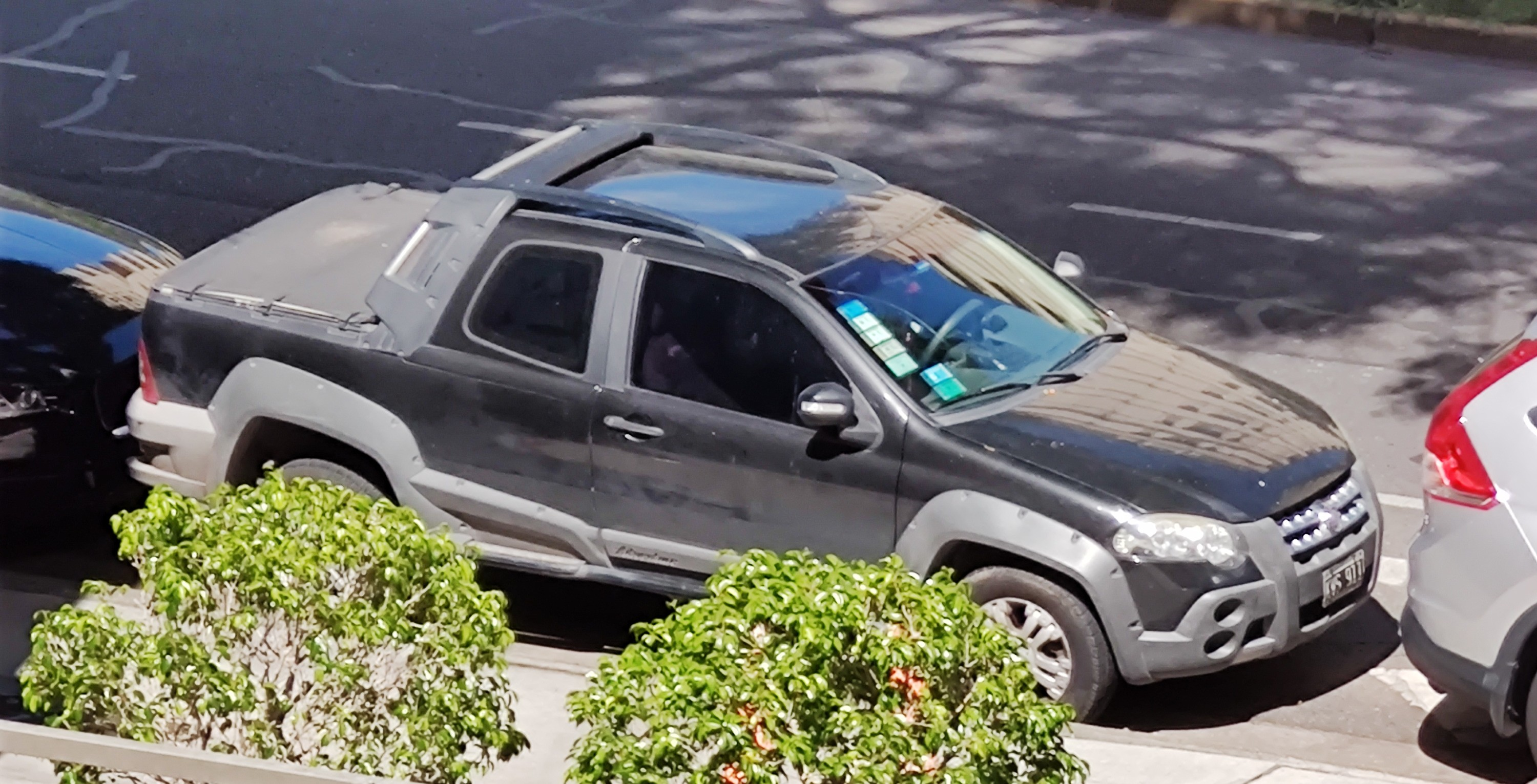
Fiat Strada mk4

### 2013: cuarta actualización
La última actualización de la primera generación de Strada afectó la parte trasera del vehículo, cambiando el diseño de sus faros y al portón de caja de carga. También hubo cambios en la carrocería lateral, acoplándose a los diseños del Palio o Siena, que habían modernizado la totalidad de sus partes exteriores en 2009. La versión doble cabina también sufría cambios en el diseño de la ventanilla trasera, y ofreciendo por primera vez una tercera puerta para el acceso de los ocupantes traseros, esta puerta denominada "suicida" (ya que se abre en sentido contrario) está ubicada en el lado derecho del vehículo, y para abrirse, primero hay que abrir la puerta delantera, y no existe ningún pilar entre ambas puertas, algo muy similar a lo que ocurre en el Mazda RX-8.
En el año 2015, en México comenzó a comercializarse un gemelo del Strada llamado RAM 700 o RAM 750, producto de la alianza FCA.

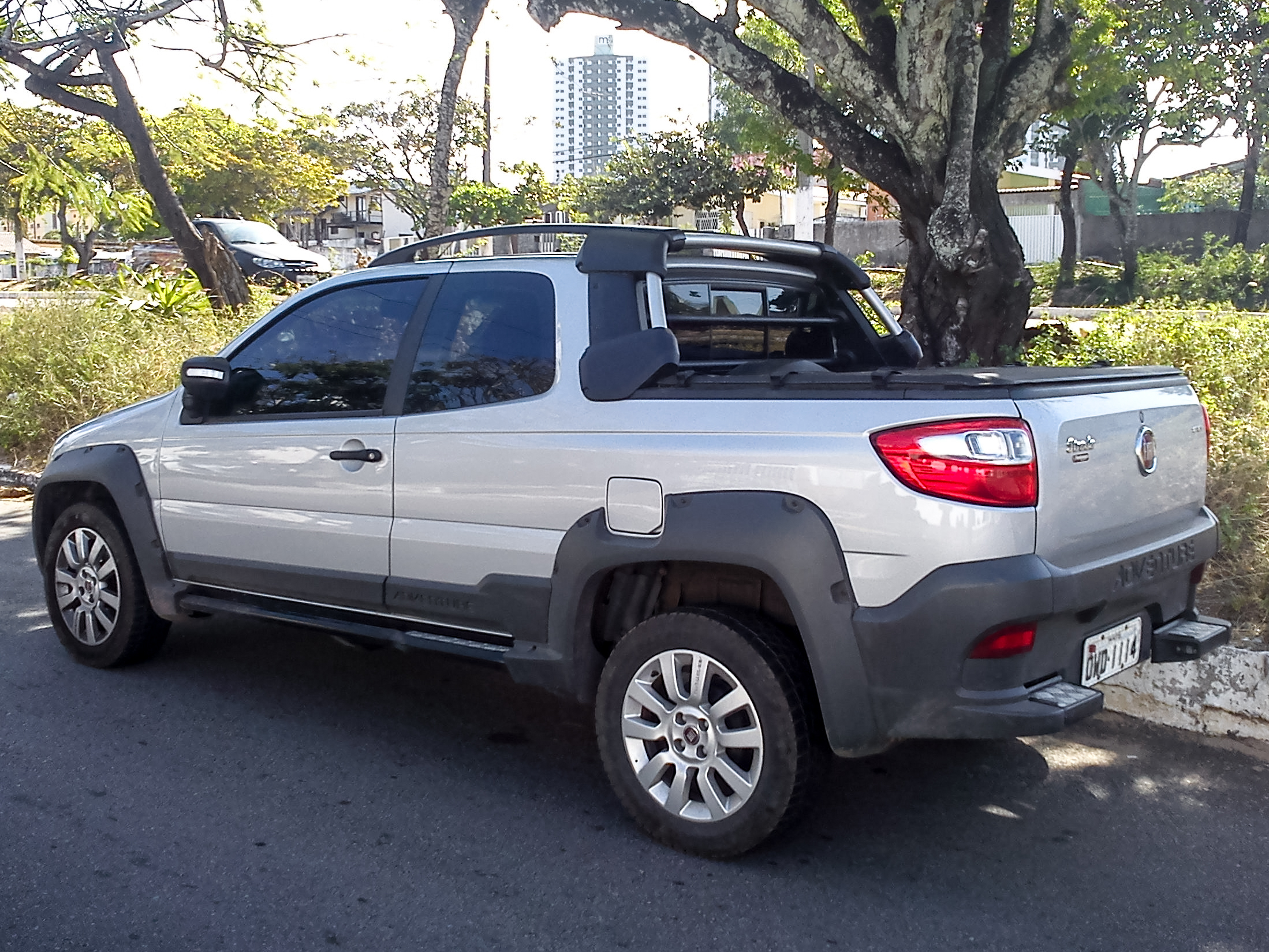
Fiat Strada mk5

## Segunda generación (2020-actualidad)
La segunda generación del Strada llega en el año 2020 y tiene la denominación interna de Proyecto 281. A diferencia del anterior Strada que derivaba del Palio-Siena, esta nueva Strada se basa en la plataforma del Argo-Cronos, con el diseño frontal y de cabina del Mobi, y suspensión trasera y diseño interior del utilitario Fiorino XMF (Proyecto 327); en tanto su diseño trasero está inspirado en el Fiat Toro siendo fácilmente confundible aunque no compartan ninguna pieza externa.
En esta generación, el Strada por primera vez ofrece versión doble cabina con cuatro puertas independientes y espacio para cinco ocupantes. Estrena luces LED y el nuevo logotipo de Fiat con las siglas plateadas grandes sin ningún fondo; en la parrilla también hay una pequeña bandera italiana formada con cuatro barras que recuerdan a la antigua imagen de marca de Fiat.
La versión cabina extendida carga 720 kg y tiene una caja de 1354 litros, mientras que la doble cabina soporta 650 kg con una capacidad de 844 litros.
El Strada deja atrás sus antiguas denominaciones (Working, Trekking y Adventure), para ofrecer las mismas que su hermana mayor Toro: Endurance (cabina extendida y doble cabina), Freedom y Volcano (ambas doble cabina).
Al igual que la última versión de la generación pasada, el nuevo Strada se ofrece en Bolivia y México como RAM 700.

### Seguridad
El Strada recibió una calificación de 1 estrella de Latin NCAP en 2022 (similar a Euro NCAP 2014).